# Interfaz de enfoque del usuario

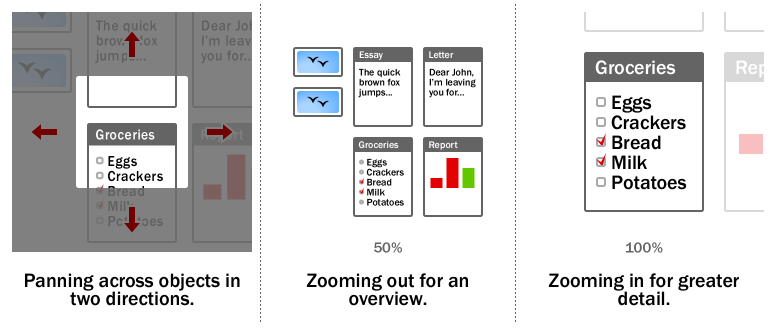
Ejemplo de un ZUI

En informática, una Interfaz de enfoque del usuario o una interfaz de usuario con acercamiento/alejamiento (ZUI en inglés, que significa Zooming user interface) es un entorno gráfico, donde los usuarios pueden ajustar el tamaño del área de visión para ver con más o menos detalle. Un ZUI es un tipo de interfaz gráfica de usuario (GUI). Los elementos de información aparecen directamente en un escritorio virtual infinito (generalmente creado con gráficos vectoriales), en lugar de ventanas. Los usuarios pueden desplazar la visión por la superficie virtual en dos dimensiones y acercar / alejar la visión sobre los objetos de interés. Por ejemplo, cuando uno se acerca a un objeto de texto puede ser representado como un pequeño punto, a continuación, una miniatura de una página de texto, a continuación, una página a tamaño completo y, finalmente, una vista ampliada de la página.
Son ejemplos los editores de gráficos vectoriales OpenStreetMap, Google Maps, Google Earth, Prezi.